# ゴンサロ・エスカランテ
ゴンサロ・エスカランテ（Gonzalo Escalante、1993年3月27日 - ）は、アルゼンチン・ブエノスアイレス州ベジャ・ビスタ出身のプロサッカー選手。カディスCF所属。ポジションはMF。

## 経歴

### 初期
ボカ・ジュニアーズの下部組織出身。2013年4月のリーグ戦・サン・マルティン・デ・サン・フアン戦でハーフタイムにクレメンテ・ロドリゲスと交代しトップチームデビュー。

### カターニア
2014年8月、セリエBのカルチョ・カターニアに買い取りオプション付きレンタルで加入。10月のヴィルトゥス・エンテッラ戦で初ゴール。2015年1月、カターニアが買い取りオプションを行使し完全移籍に移行。

### エイバル
2015年7月、ラ・リーガのSDエイバルにレンタルで加入。8月のグラナダCF戦で加入後初出場&初ゴール。2016年1月、完全移籍に移行し2020年までの契約を結んだ。2020年6月30日で契約満了に伴い退団。

### ラツィオ
2020年1月13日、2020-21シーズンからラツィオに4年契約で加入することが発表された。
しかし、ラツィオでは定位置を確保できなかったため、2021-22シーズンからレンタル移籍でクラブを転々としている。

### カディス
2023年7月2日、2022-23シーズンにレンタルで在籍していたカディスCFへの完全移籍が決定し、3年契約を交わした。